# 唯川恵
唯川 恵（ゆいかわ けい、1955年2月1日 - ）は、日本の小説家である。本名は宮武泰子。

## 来歴・人物
石川県金沢市桜町に生まれ、金沢市立兼六中学校、石川県立金沢錦丘高等学校を経て、金沢女子短期大学（現金沢学院短期大学）を卒業。その後地元の銀行に就職し、短大専攻が情報処理だったので、コンピュータルームに配属され、10年のOL生活を経験する。25、6歳からいろんな習い事などをするが、どれも長続きせず、続けていた日記から小説を書いてみようという気になったという。
1984年、29歳の時に『海色の午後』で集英社第3回コバルト・ノベル大賞を受賞し、作家デビューする。ペンネームの「唯川恵」は、投稿マニアだった母親のペンネーム「行川圭」の音をもらったものである。
1997年、ホラー的色調の濃い『めまい』、サスペンス小説『刹那に似てせつなく』で書評家らから高評価を得て注目された。
数々の恋愛小説を発表後、2001年、46歳で『肩ごしの恋人』にて第126回直木賞を受賞。
45歳で結婚と同時にセント・バーナード犬を飼い始め、2004年、48歳の時に東京から軽井沢に移住する。
48歳ごろから「女性の人生を追ってみたい」という思いが強くなり、『淳子のてっぺん』は田部井淳子をモデルに書き上げた長編小説としてその思いが込められている。因みに『淳子のてっぺん』は唯川の作品では初めて実在の人物をモデルにした作品である。

## 受賞歴
- 1984年 - 『海色の午後』で集英社第3回コバルト・ノベル大賞受賞[1]。
- 2001年 - 『肩ごしの恋人』で第126回直木賞受賞[1]。
- 2008年 - 『愛に似たもの』で第21回柴田錬三郎賞受賞[1]。

## 著作

### ティーンズ小説
ツインハート抱きしめてシリーズ
- ツインハート抱きしめて（1990年1月 集英社コバルト文庫）
- あなたとミラクル・シンドローム―ツインハート抱きしめて2（1990年4月 集英社コバルト文庫）
- ラブ・ジャンクションお手やわらかに―ツインハート抱きしめて3（1990年7月 集英社コバルト文庫）
- ハートフルが止まらない―ツインハート抱きしめて4（1990年10月 集英社コバルト文庫）
- よろしくマイ・スイートハート―ツインハート抱きしめて5（1991年2月 集英社コバルト文庫）

夢美と愛美シリーズ
- 夢美と愛美の消えたバースデー★プレゼント？（1990年10月 ポプラ社 / 2009年11月 角川つばさ文庫）- とんでる学園シリーズ
- 夢美と愛美の謎がいっぱい？怪人Xを追え！（1991年4月 ポプラ社 / 2010年7月 角川つばさ文庫）- とんでる学園シリーズ

その他
- 青春クロスピア（1985年1月 集英社コバルト文庫）
- Cボーイ・すくらんぶる（1985年7月 集英社コバルト文庫）
- ハート・燃えて…（1986年1月 集英社コバルト文庫）
- 少しだけラブストーリー（1986年4月 集英社コバルト文庫）
- 少しだけラブストーリー〈part 2〉（1986年7月 集英社コバルト文庫）
- そんなあなたにリフレイン（1986年10月 集英社コバルト文庫）
- 1/2（ハーフ）タイムの恋人（1987年1月 集英社コバルト文庫）
- 夢色ラビリンス（1987年4月 集英社コバルト文庫）
- さよならコンプレックス（1987年6月 集英社コバルト文庫）
- 素敵な迷い子たち（1987年10月 集英社コバルト文庫）
- ラブ・トラブルにご用心（1987年12月 集英社コバルト文庫）
- ためらいがちのシーズン（1988年3月 集英社コバルト文庫 / 2013年4月 光文社BOOK WITH YOU）
- きらめきイリュージョン（1988年7月 集英社コバルト文庫）
- リアルタイム駆け抜けて（1988年9月 集英社コバルト文庫）
- あぶないプリンス（1988年12月 集英社コバルト文庫）
- 恋は誰のせいでもなくて（1989年3月 集英社コバルト文庫）
- 恋はいつも切なくて（1989年7月 集英社コバルト文庫）
- 恋は秋色に染めて―去りゆく季節のために（1989年10月 集英社コバルト文庫）
- さよならをするために（1989年10月 集英社）
- フォーリンラブまであと少し（1991年5月 集英社コバルト文庫）
- ステキな五つの片思い（1991年8月 集英社コバルト文庫）
  - 【改題】片想い白書（2014年4月 光文社BOOK WITH YOU）
- 恋の相談引き受けます（1992年2月 集英社コバルト文庫）
- ゆらめく恋の行き先は（1992年4月 小学館パレット文庫）

### 一般小説
- 22歳 季節がひとつ過ぎていく（1988年3月 角川スニーカー文庫 / 1994年3月 大和書房 / 1998年4月 幻冬舎文庫 / 2009年3月 新潮文庫）
- シフォンの風（1991年2月 集英社 / 1996年4月 集英社文庫）
- キスよりもせつなく（1991年11月 集英社 / 1997年9月 集英社文庫）
- あなたが欲しい―恋は妖しく、時に罪深く（1992年4月 天山出版）
  - 【改題】あなたが欲しい（1995年5月 大和書房 / 1999年11月 新潮文庫）
- 彼の隣りの席（1992年7月 集英社 / 1998年9月 集英社文庫）
- フィフティ・フィフティ―彼女の嫌いな彼女（1992年10月 光文社カッパ・ノベルス）
  - 【改題】彼女の嫌いな彼女（2000年4月 幻冬舎文庫 / 2008年10月 集英社文庫）
- 夜明け前に会いたい（1993年1月 マガジンハウス / 1996年4月 マガジンハウス文庫 / 2000年6月 新潮文庫 / 2015年6月 文春文庫）
- 孤独で優しい夜（1993年6月 集英社 / 1999年10月 集英社文庫）
- だんだんあなたが遠くなる（1993年10月 大和書房 / 1997年4月 幻冬舎文庫 / 2008年3月 新潮文庫）
- サロメの眠るベッド（1994年4月 マガジンハウス）
  - 【加筆修正・改題】愛には少し足りない（2001年8月 幻冬舎文庫）
- 恋人はいつも不在（1994年6月 集英社 / 2000年2月 集英社文庫）
- 彼方（あなた）への日々（1994年11月 集英社）
  - 【改題】あなたへの日々（2000年11月 集英社文庫）
- 泣かないで パーティーはこれから（1995年2月 大和書房 / 1999年4月 幻冬舎文庫）
  - 【改題】泣かないで、パーティーはこれから（2010年1月 文春文庫）
- サマー・バレンタイン（1995年6月 幻冬舎 / 1998年8月 幻冬舎文庫）
- さよならをするために（1995年6月 集英社文庫）
- 愛しても届かない（1995年11月 集英社 / 2001年11月 集英社文庫）
- ベートーヴェンを愛した女たち（1995年12月 ぶんか社）
- 天使たちの誤算（1996年5月 マガジンハウス）
  - 【改題】恋人たちの誤算（2001年1月 新潮文庫）
- 29's―イブの憂鬱（1996年12月 集英社）
  - 【改題】イブの憂鬱（2002年2月 集英社文庫）
- めまい（1997年3月 集英社 / 2002年6月 集英社文庫）
- 刹那に似てせつなく（1997年7月 光文社 / 2004年1月 光文社文庫 / 2016年5月 光文社文庫【新装版】）
- 病む月（1998年10月 集英社 / 2003年6月 集英社文庫）
- 愛なんか（1999年12月 幻冬舎 / 2002年4月 幻冬舎文庫）
- ベター・ハーフ（2000年1月 集英社 / 2005年9月 集英社文庫）
- ゆうべ、もう恋なんかしないと誓った（2000年12月 角川春樹事務所 / 2003年5月 ハルキ文庫）
- ため息の時間（2001年6月 新潮社 / 2004年7月 新潮文庫）
- 肩ごしの恋人（2001年9月 マガジンハウス / 2004年10月 集英社文庫）
- 燃えつきるまで（2002年6月 幻冬舎 / 2005年4月 幻冬舎文庫）
- 今夜誰のとなりで眠る（2002年12月 集英社 / 2006年9月 集英社文庫）
- 永遠の途中（2003年5月 光文社）
- 100万回の言い訳（2003年9月 新潮社 / 2006年6月 新潮文庫）
- 不運な女神（2004年3月 文藝春秋 / 2007年3月 文春文庫）
- 海色の午後（2004年6月 集英社文庫）
- 恋せども、愛せども（2005年10月 新潮社 / 2008年7月 新潮文庫）
- 今夜は心だけ抱いて（2006年3月 朝日新聞社 / 2009年8月 朝日文庫）
- 息がとまるほど（2006年9月 文藝春秋 / 2009年9月 文春文庫）
- 一瞬でいい（2007年7月 毎日新聞社 / 2012年3月 新潮文庫【上・下】/2023年12月 集英社文庫）
- 愛に似たもの（2007年9月 集英社 / 2009年10月 集英社文庫）
- とける、とろける（2008年3月 新潮社 / 2010年11月 新潮文庫）
- 瑠璃でもなく、玻璃でもなく（2008年10月 集英社 / 2011年5月 集英社文庫）
- そろそろ最後の恋がしたい―ももさくら日記（2009年3月 角川春樹事務所 / 2012年7月 ハルキ文庫）- 画・桜沢エリカ
- TROIS（トロワ）（2009年8月 角川書店）- 石田衣良、佐藤江梨子との共著
  - 【改題】TROIS（トロワ）―恋は三では割りきれない（2012年1月 角川文庫）
- 天に堕ちる（2009年10月 小学館 / 2013年10月 集英社文庫）
  - 収録作品：りつ子 / 正江 / 茉莉（まり） / 可世子 / 和美 / 汐里（しおり） / 奈々実 / 光 / 黎子（れいこ） / 妙子
- セシルのもくろみ（2010年2月 光文社 / 2013年4月 光文社文庫）
- 雨心中（2010年6月 講談社 / 2013年7月 講談社文庫）
- テティスの逆鱗（2010年11月 文藝春秋 / 2014年2月 文春文庫）
- ヴァニティ（2011年11月 光文社 / 2014年5月 光文社文庫）
- 途方もなく霧は流れる（2012年2月 新潮社）
  - 【改題】霧町ロマンティカ（2015年8月 新潮文庫）
- 手のひらの砂漠（2013年4月 集英社 / 2016年9月 集英社文庫）
- 逢魔（2014年11月 新潮社 / 2017年6月 新潮文庫）
- 啼かない鳥は空に溺れる（2015年8月 幻冬舎 / 2018年8月 幻冬舎文庫）
- 淳子のてっぺん（2017年9月 幻冬舎 / 2019年8月 幻冬舎文庫）
- みちづれの猫(2019年11月 集英社 / 2022年8月 集英社文庫)

### エッセイ・その他
- 彼女は恋を我慢できない―せつない恋の咲かせ方（1990年7月 大和書房 / 1995年10月 集英社文庫）
- OL10年やりました（1990年12月 大和書房 / 1996年3月 集英社文庫）
- シングル・ブルー―これ以上の愛し方（1991年7月 大和書房）
  - 【改題】シングル・ブルー（2001年7月 集英社文庫）
- ただそれだけの片思い―始まらない恋・終わらない恋（1992年6月 大和書房 / 1999年2月 集英社文庫）
- ロンリー・コンプレックス（1993年3月 大和書房 / 1998年1月 集英社文庫）
- 別れの言葉を私から（1993年9月 光文社 / 2000年6月 知恵の森文庫 / 2002年1月 光文社文庫 / 2016年4月 光文社文庫【新装版】）
- しあわせの瞬間（とき）―とっておきの幸福あげます（1993年12月 日本文芸社）- 絵・かとうゆかこ
  - 【改題】しあわせの瞬間（とき）（2005年3月 ハルキ文庫）
- きっとあなたにできること―元気を出して、負けないで（1994年8月 PHP研究所 / 2003年3月 PHP文庫 / 2009年6月 光文社文庫）
- 唯川恵の幸せを見つけたくて―一歩踏み出す生き方（1994年12月 海竜社）
  - 【改題】明日に一歩踏み出すために（1999年7月 PHP文庫）
    - 【再改題】幸せを見つけたくて―明日に一歩踏み出すために（2008年6月 光文社文庫）
- いつかあなたを忘れる日まで―愛すべき「男」の話（1995年9月 実業之日本社）
  - 【改題】いつかあなたを忘れる日まで（2002年5月 新潮文庫）
- 「さよなら」が知ってるたくさんのこと（1996年8月 大和書房 / 2001年10月 新潮文庫）
- ほめてあげる―とびっきりの元気をあげます（1997年1月 日本文芸社）- 絵・尾崎恵美
- 5年後、幸せになる（1997年11月 大和書房 / 2003年11月 新潮文庫）
- 明日はじめる恋のために―シネマ愛ものがたり（1998年4月 集英社）
  - 【改題】明日はじめる恋のために（2004年2月 集英社文庫）
- わたしのためにできること―負けないで、輝いて（1999年4月 PHP研究所 / 2004年3月 PHP文庫）
- 人生は一度だけ。（2000年6月 大和書房 / 2005年7月 新潮文庫）
- 元気をあげる―ヒミツの力をあげます（2000年9月 日本文芸社）- 編集。絵・岡田直子
- 愛がなくてははじまらない。（2002年3月 大和書房 / 2006年2月 だいわ文庫）
- 恋の魔法をかけられたら（2003年8月 角川春樹事務所 / 2005年5月 ハルキ文庫）- 江國香織、山本文緒ら8人の作家との恋愛対談集
- 恋なんて、少し不幸ぐらいがちょうどいい（2004年4月 大和書房） 
  - 【改題】恋するチカラ―恋なんて、少し不幸ぐらいがちょうどいい（2007年4月 だいわ文庫）
- 一日の終わりに思うあなたのこと（2004年6月 PHP研究所）
- 愛に勝つ1（アン）・2（ドウ）・3（トワ）―輝く女性たちに聞いた恋のひみつ・愛のかたち（2005年2月 集英社）- リレー式恋愛トークセッション
- 小説50―あなたへの「著者からのメッセージ」（2005年5月 生活情報センター）- インタビュー
- 作家の読書道（2005年10月 本の雑誌社）
- 畏敬の食（2006年1月 講談社）- 小泉武夫との食の対談
- 恋愛日和（2006年8月 小学館）
- 秘密―小池真理子対談集（2006年9月 講談社 / 2009年12月 講談社文庫）- 小池真理子と対談
- 風姿恋伝（2007年3月 小学館）
- 恋のオキテ（2007年5月 PHP研究所）- 絵・朝倉めぐみ
- いっそ悪女（2007年11月 大和書房）
  - 【改題】いっそ悪女で生きてみる（2011年3月 新潮文庫）
- 約束―最愛の犬たちへ（2008年1月 文藝春秋）- 犬に関するエッセイ
- ずっとひとりのわけじゃない（2010年5月 小学館文庫）
- 男の見極め術 21章（2015年4月 実業之日本社文庫）
- バッグをザックに持ち替えて(2018年4月 光文社 / 2020年7月 光文社文庫)
- 男と女：恋愛の落とし前(2023年10月 新潮新書)

### アンソロジー
「」内が唯川恵の作品
- Love songs（1998年1月 幻冬舎 / 1999年4月 幻冬舎文庫）「消息―performed by松任谷由実」
- ザ・ベストミステリーズ 1998 推理小説年鑑（1998年6月 講談社）「過去が届く午後」
  - 【分冊・改題】完全犯罪証明書 ミステリー傑作選39（2001年4月 講談社文庫）
- 恋する男たち（1999年2月 朝日新聞出版 / 2005年3月 新潮文庫）「終の季節」
- ゆきどまり（2000年7月 祥伝社文庫）「分身」
- 悪魔のような女（2001年7月 ハルキ文庫）「青い使者」
- 紅迷宮（2002年6月 祥伝社文庫）「いやな女」
- ナナイロノコイ（2003年9月 角川春樹事務所 / 2006年5月 ハルキ文庫）「手のひらの雪のように」
- こんなにも恋はせつない（2004年1月 光文社文庫）「月光の果て」
- 短篇ベストコレクション 現代の小説2004（2004年6月 徳間文庫）「桜舞」
- female（2004年12月 新潮文庫）「夜の舌先」
- 秘密。―私と私のあいだの十二話（2005年3月 ダ・ヴィンチブックス文庫）「〈ユキ〉」「〈ヒロコ〉」
- 短篇ベストコレクション 現代の小説2005（2005年6月 徳間文庫）「降り暮らす」
- 恋は罪つくり（2005年7月 光文社文庫）「闇に挿す花」
- Friends―恋愛アンソロジー（2005年8月 祥伝社文庫）「彼女の躓き」
- パリよ、こんにちは（2005年10月 角川書店）「婚前」
- 空を飛ぶ恋―ケータイがつなぐ28の物語（2006年5月 新潮文庫）「大人の恋」
- 短篇ベストコレクション 現代の小説2006（2006年6月 徳間文庫）「女友達」
- Vintage'06（ヴィンテージ・シックス）（2006年6月 講談社）「浅間情話」
- 短篇ベストコレクション 現代の小説2007（2007年6月 徳間文庫）「あね、いもうと」
- 恋のかたち、愛のいろ（2008年2月 徳間書店 / 2010年10月 徳間文庫）「ごめん。」
- 短篇ベストコレクション 現代の小説2008（2008年6月 徳間文庫）「みんな半分ずつ」
- 恋のかけら（2008年8月 幻冬舎 / 2012年2月 幻冬舎文庫）「ラテを飲みながら」
- 短篇ベストコレクション 現代の小説2009（2009年6月 徳間文庫）「ごめん。」
- 直木賞受賞エッセイ集成（2014年4月 文藝春秋）※エッセイアンソロジー「今までも、これからも」
- 綾辻行人選 スペシャル・ブレンド・ミステリー 謎009（2014年9月 講談社文庫）「過去が届く午後」
- 推理作家謎友録 日本推理作家協会70周年記念エッセイ（2017年8月 角川文庫）※エッセイアンソロジー「恋愛もミステリー」
- 短編伝説 愛を語れば（2017年10月 集英社文庫）「玻璃の雨降る」
- 短編伝説 旅路はるか（2017年12月 集英社文庫）「夏の少女」

### 映画ノベライズ
- 恋人までの距離（ディスタンス）〈原題：Before sunrise〉（1995年9月 ソニー・マガジンズ / 2003年9月 ヴィレッジブックス）
- ディアフレンズ〈原題：Now and then〉（1996年9月 ソニー・マガジンズ）

### コミック原作
- 東京絵日記（2006年8月 小学館）- 画・高瀬志帆
- 過去が届く午後（2008年2月 宙コミック文庫）- 画・橋本多佳子他
- 永遠の途中（2009年4月 MFコミックス）-  画・ささだあすか

## メディア・ミックス

### テレビドラマ
TBS系
- 月曜ドラマスペシャル
  - イブは初恋のように（1991年12月16日、主演：富田靖子、原作：キスよりもせつなく）

- 水曜プレミア
  - 刹那に似てせつなく（2005年3月16日、主演：片平なぎさ）

- 27歳の夏休み（2005年6月30日、主演：木村佳乃、原作：あしたまでの距離）
- 肩ごしの恋人（2007年7月5日-9月6日、全9話、主演：米倉涼子）

日本テレビ・よみうりテレビ系
- 彼女の嫌いな彼女（1993年4月17日-6月26日、全11話、主演：石田ゆり子、原作：フィフティ・フィフティ―彼女の嫌いな彼女）

フジテレビ・関西テレビ系
- シネマ・カクテル
  - シングル・ブルー（1999年4月15日-5月6日、全4話、主演：稲田千花）

- 恋愛偏差値
  - 第一章「燃えつきるまで」（2002年7月4日-7月25日、全4話、主演：中谷美紀）
  - 第二章「Party」（2002年8月1日-8月22日、全4話、主演：常盤貴子、原作：泣かないで パーティーはこれから）
  - 第三章「彼女の嫌いな彼女」（2002年8月29日-9月19日、全4話、主演：財前直見）

- 世にも奇妙な物語シリーズ
  - 世にも奇妙な物語2005秋の特別編「過去が届く午後」（2005年10月4日、主演：松田聖子、原作：過去が届く午後『病む月』所収）
  - 世にも奇妙な物語 21世紀 21年目の特別編「分身」（2011年5月14日、主演：大森南朋、原作：分身『ため息の時間』所収）

- セシルのもくろみ（2017年7月13日-9月7日、全9話、主演：真木よう子）

WOWOW
- ドラマW
  - 恋せども、愛せども（2007年8月19日、主演：長谷川京子）

NHK
- プレミアムよるドラマ
  - 今夜は心だけ抱いて（2014年3月4日-4月22日、全8話、主演：田中美佐子、NHK BSプレミアム）

### テレビアニメ
- 大人女子のアニメタイム「川面を滑る風」（2011年1月6日、NHK総合テレビジョン、声の主演：田中美里、原作：川面を滑る風『病む月』所収）

### 舞台
- 竹内まりやソングミュージカル 本気でオンリーユー（2008年9月12日-10月5日、PARCO劇場、主演：松浦亜弥、原作：キスよりもせつなく）